# Mikey Palmice
 (mai 2023).
Si vous disposez d'ouvrages ou d'articles de référence ou si vous connaissez des sites web de qualité traitant du thème abordé ici, merci de compléter l'article en donnant les références utiles à sa vérifiabilité et en les liant à la section « Notes et références ».
Michael « Mikey Grab Bag » Palmice, interprété par Al Sapienza, est un personnage fictif de la série télévisée d'HBO Les Soprano. Il était le bras droit et consigliere de Junior Soprano.
Il fut au cœur du complot pour abattre Tony Soprano durant la première saison. Déjoué, il en paie le prix de sa vie.